# Elaeoluma nuda
Elaeoluma nuda är en tvåhjärtbladig växtart som först beskrevs av Charles Baehni, och fick sitt nu gällande namn av André Aubréville. Elaeoluma nuda ingår i släktet Elaeoluma och familjen Sapotaceae. Inga underarter finns listade i Catalogue of Life.